# Львівсько-Брюховицький синод (2023)
Львівсько-Брюховицький синод — архиєрейський синод Української греко-католицької церкви в Україні, який відбувся у місті Львові та селищі Брюховичі 1-2 лютого 2023 року. Синод ухвалив історичне рішення про перехід УГКЦ в Україні на григоріанський календар, крім Пасхалії, з 1 вересня 2023 року.

## Історія
У 1891 році Львівський синод Галицької греко-католицької митрополії залишив юліанський календар обов'язковим у Королівстві Галичини та Володимирії. Довгий час юліанський календар залишався засобом збереження етнічної самоідентифікації русинів, їх розрізнення із поляками-католиками та опором латинізації в Східній Галичині. Проте ця необхідність зникла у XXI столітті, коли вже немає полонізації українців. Питання календарної реформи гостро постало після початку повномасштабного російського вторгнення в Україні в 2022 році, адже, як стверджують деякі публіцисти та церковники, через використання юліанського календаря разом з Російською православною церквою Україна перебуває у сфері «російського світу».
Верховний архиєпископ Святослав завжди зазначав, що Українська греко-католицька церква розв'язуватиме питання переходу на новий стиль «разом із православними братами». Він також зауважував, що це питання не належить до догматичних, воно має долати церковні розколи, а не спричиняти нові й за його думкою, перехід до святкування Різдва за новим стилем, тобто 25 грудня, повинен відбуватися з ініціативи мирян.
3 грудня 2022 року верховний архиєпископ Святослав заявив, що УГКЦ має багатолітній досвід переходу на григоріанський календар, оскільки більшість єпархій і парафій за кордоном уже впродовж тривалого часу відзначають свята за новим стилем. В Україні ж, за його словами, наразі вивчають можливості переходу. Необхідні три засади, щоб це було можливим: річ не лише в Різдві (буде всеохопна, цілісна реформа, що потягне за собою зміну всіх інших дат нерухомих свят у літургійному році. Миколая буде 6 грудня, а День українського війська на Покров — 1 жовтня тощо); календарну реформу потрібно робити разом з іншими Церквами України та війна не є зручним часом для календарної реформи.
5 лютого 2023 року стало відомо, що Синод УГКЦ ухвалив рішення щодо календарної реформи, яке Верховний архиєпископ Святослав повинен був оголосити 6 лютого 2023 року.

## Рішення
6 лютого 2023 року стало відомо, що Архиєрейський синод УГКЦ 1–2 лютого 2023 року вирішив, що з 1 вересня 2023 року Українська греко-католицька церква в Україні переходить на григоріанський календар для нерухомих свят зі збереженням юліанської Пасхалії. Календарна реформа матиме два етапи. Перший — стосується усіх нерухомих свят, а другий — святкування Пасхалії. Громади, які не готові перейти на новий стиль у 2023 році, мають перехідний період до 1 вересня 2025 року.
Також Архиєрейський синод постановив для належного вшанування світлої пам'яті Любомира Гузара та з нагоди 90-річчя з дня його народження встановити в УГКЦ в Україні 2023 рік Роком патріарха Любомира Гузара.